# Kocsánytalan tölgy
A kocsánytalan tölgy (Quercus petraea) a bükkfavirágúak (Fagales) rendjébe, ezen belül a bükkfafélék (Fagaceae) családjába tartozó fafaj.

## Előfordulása
A kocsányos tölggyel váltakozva Európa nagy részének uralkodó tölgyfaja. Inkább a soványabb termőhelyek növénye. Jellemző élőhelyei a Kárpát-medencében:
- a szárazabb lösztalajokon a csertölggyel elegyesen, például a Bükk-vidéken;
- a mészszegény, sziklás talajokon egyedül vagy a magyaltölggyel elegyedve;
- meszes, dolomitos kopárokon csertölggyel és molyhos tölggyel társul.[2][3]

Nyugat-Európában egyértelműen a szárazabb déli lejtők uralkodó fája.

## Alfajai
- Quercus petraea subsp. iberica
- Quercus petraea subsp. petraea

## Megjelenése
A kocsánytalan tölgy termete a kocsányos tölgyénél valamivel kisebb. Általában 20-40 méter magas. Koronája karcsúbb, ágai egyenesebbek – de a két faj elhatárolása nem egyértelmű; kereszteződhetnek is. Levelei kis ékvállal (fülecskék nélkül), viszonylag hosszú nyéllel csatlakoznak a hajtásokhoz, makkjai viszont szinte ülők (tehát nem kocsánnyal csatlakoznak a szárhoz, innen a neve). Kérge erősen repedezett; bordáinak lefutása viszonylag folyamatos. Hajtásai szürkések, néha kis bordópiros árnyalattal. Porzós barkavirágai hosszúkásak; a termősek kis csomókban a levelek hónaljában nőnek, ezekben jóval kevesebb a virág.

## Életmódja
A tölgyek hagyományos kártevőinek:
- tölgyilonca (Tortrix viridana)
- kis téliaraszoló (Operophtera brumata)
- nagy téliaraszoló (Erannis defoliaria)

lényegesen jobban ellenáll, mint a kocsányos tölgy (Quercus robur).

## Változatai
A kertészek előszeretettel ültetik parkokba; ehhez színes, illetve csaknem fésűszerűen bavágott, szeldelt levelű változatait (is) kinemesítették.

## Képek

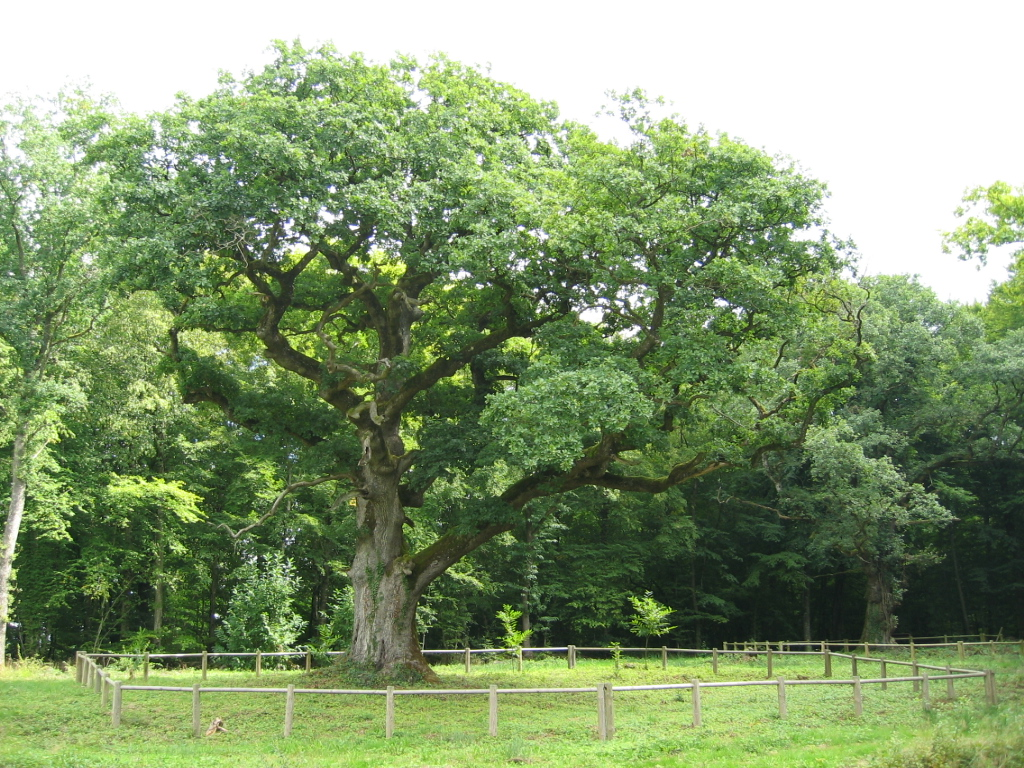
A fa nyáron
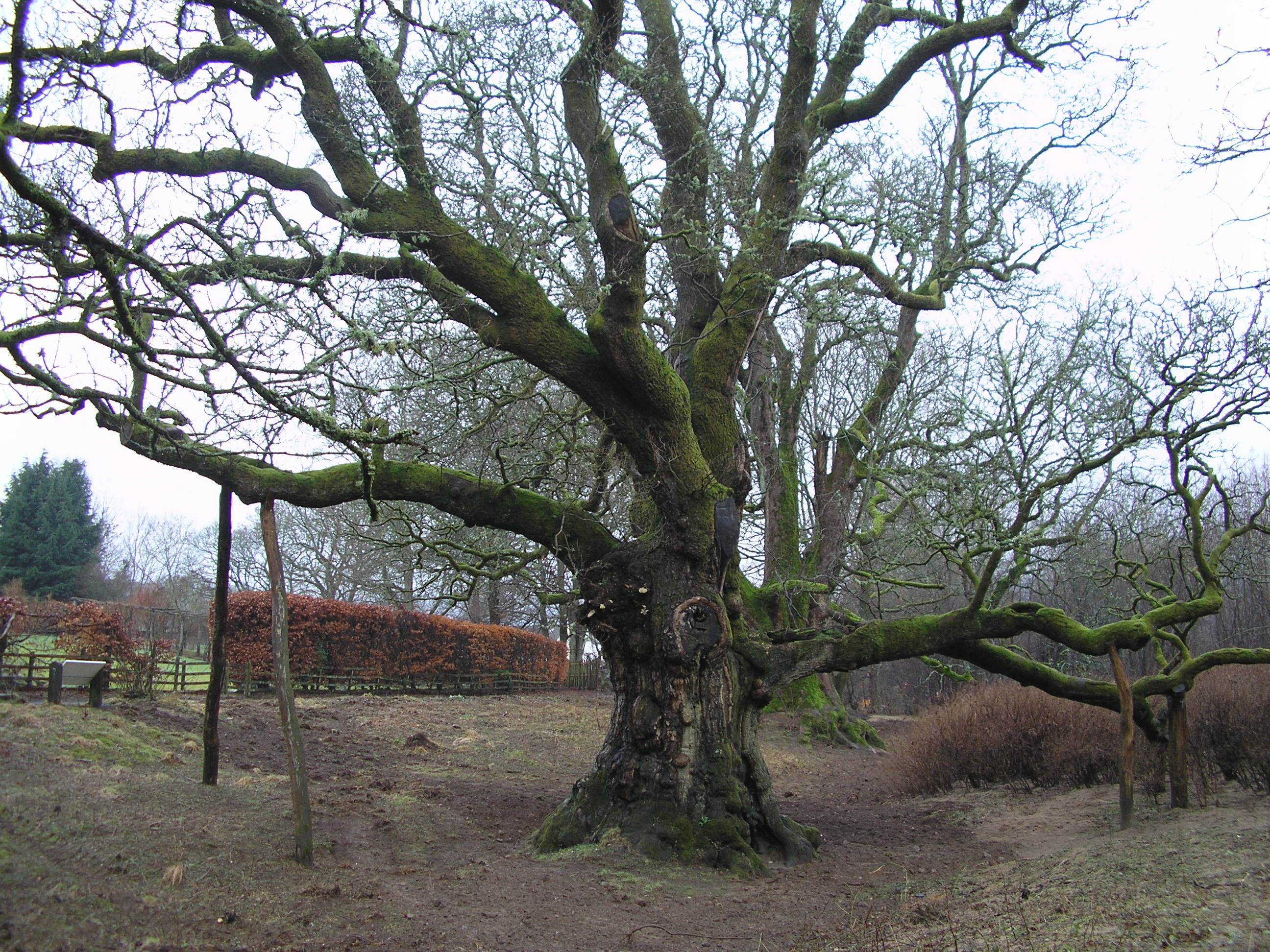
és télen
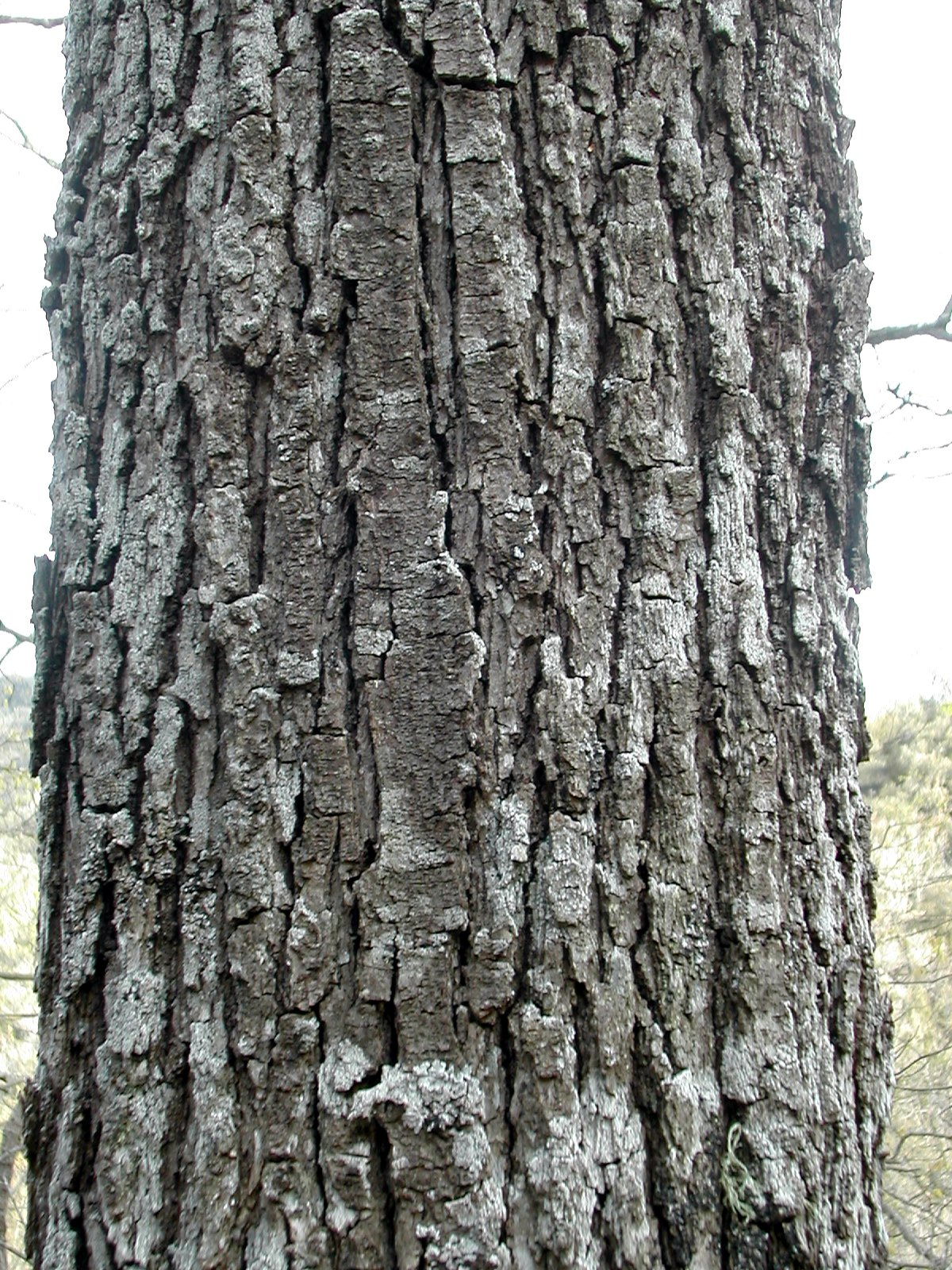
Kérge
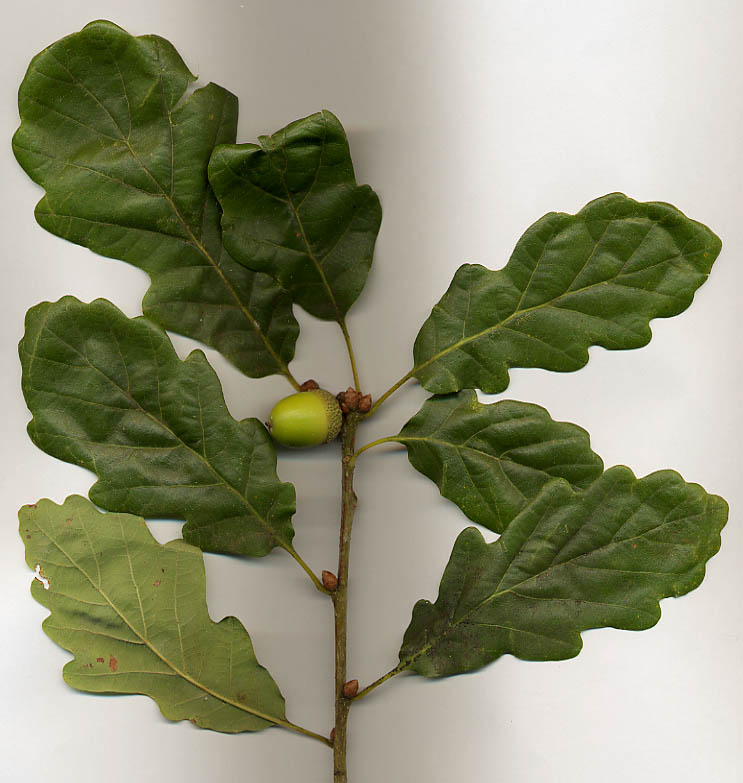
Levelek és makkok
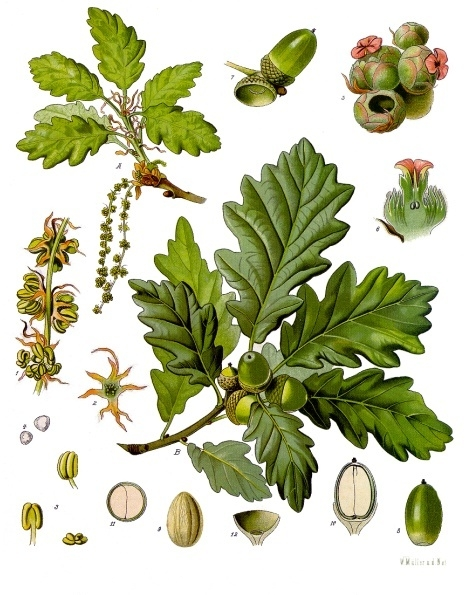
Rajz a levelekről, barkákról és magokról